# Afrasiab (Stadt)
Koordinaten: 39° 40′ 17″ N, 66° 59′ 15″ O
Afrasiab (usbekisch Afrosiyob, von persisch افراسياب, DMG Afrāsiyāb) war eine Stadt in Zentralasien und Vorläuferort der Stadt Samarqand in Usbekistan. Ihr Tell liegt im Nordosten des historischen Zentrums von Samarqand. Er besteht aus einer Zitadelle und der eigentlichen befestigten Stadt (Schahrestan). Der Tell ist ca. 220 Hektar groß und von dreieckiger Form. Er weist vier Bauphasen auf. Die Stadt hatte ein System rechtwinkliger gepflasterter Straßen und entsprechender Wohnanlagen. Auch Moscheen und Werkstätten wurden ausgegraben.
2001 wurde Afrasiab von der UNESCO als Bestandteil der Weltkulturerbestätte Samarkand – Schnittpunkt der Kulturen in das UNESCO-Welterbe aufgenommen.

## Name
Der Name Afrāsiāb wird volkstümlich mit dem Namen des legendären Königs von Tūrān in Verbindung gebracht, doch Wissenschaftler sehen den Namen als eine Entstellung des tadschikischen Wortes Parsīāb an (sogdisch Paršvāb), was „oberhalb des schwarzen Flusses“ bedeutet – der Fluss Sīāh-Āb, „Schwarzer Fluss“, fließt nördlich der Stadt.

## Geschichte
Afrasiab wurde etwa 750 v. Chr. in der fruchtbaren Ebene des Serafschan als Oasenstadt gegründet und war im Achämenidenreich die Hauptstadt der Provinz Sogdien. Zu dieser Zeit war sie bereits von einer hohen Mauer mit Toren umgeben. Zu Wohlstand gelangte die Stadt durch den Handel mit den nördlichen und östlichen Regionen; die antike Seidenstraße verlief durch Samarqand und der auf dieser Handelsroute stattfindende Technologie- und Kulturaustausch hat wesentlich zur Blüte der Stadt in der Antike beigetragen.
Im Sommer 329 v. Chr. wurde die Stadt, die im antiken Griechenland unter dem Namen Marakanda (griech.: Μαράκανδα) bekannt war, durch Alexander den Großen erobert. Bei der Niederschlagung der von Spitamenes angeführten sogdisch-baktrischen Erhebung diente Marakanda Alexander zwei Jahre lang als Operationsbasis. Während der Makedonenkönig vom Jaxartes aus gegen die aufständischen Sogder zog, gelang Spitamenes im Herbst 329 v. Chr. die Einnahme Marakandas. Alexander entsandte daraufhin gegen Spitamenes eine von Pharnuches kommandierte Heeresabteilung. Vor diesen Truppen zog sich Spitamenes aus Marakanda nach Osten zurück und brachte dem ihn verfolgenden Pharnuches am Fluss Serafschan eine vernichtende Niederlage bei. Alexander brach nach einem erfolgreichen Kampf gegen die Saken am Jaxartes selbst nach Marakanda auf und erreichte es nach drei Tagen, doch zog sich Spitamenes, der die Stadt wieder besetzt hatte, erneut nach Osten zurück. Nach Überwinterung in Baktra marschierte Alexander Anfang 328 v. Chr. nach Sogdien mit fünf selbständigen Heeresgruppen, die sich in Marakanda wieder vereinigten.  Hier kam es im Sommer 328 v. Chr. bei einem Gelage zum Streit zwischen dem König und Kleitos, den Alexander erdolchte. Den Aufstand der Sogder konnte Alexander schließlich unterdrücken.
Nach dem Tod Alexanders 323 v. Chr. fiel Afrasiab-Marakanda an das Seleukidenreich und später an das Griechisch-Baktrische Königreich. Nach dessen Fall Ende des 2. Jahrhunderts v. Chr. wurde es Teil des Kuschan-Reiches, das im frühen 3. Jahrhundert n. Chr. von den Sassaniden erobert wurde.
Um die Mitte des 6. Jahrhunderts ergriff der Khan der Westtürken von Afrasiab Besitz. Im frühen 7. Jahrhundert geriet Sogdien und damit auch Afrasiab zunehmend unter chinesischen Einfluss. Nach 670 verloren die Chinesen Zentralasien an die Tibeter. Sogdien fiel im frühen 8. Jahrhundert an die Umayyaden. Afrasiab selbst wurde 712 erobert, wobei die Araber den Stadtherrn Ghurak im Amt bestätigten. Allerdings wandte er sich 731 gegen die Araber. Aus dieser Zeit stammen auch Wandmalereien in dem Palast von Afrasiab, die den Empfang von Gesandten aus China und Korea zeigen. Eine Revolte gegen die Araber im Jahr 722 scheiterte (siehe auch Dēwāštič).
In sogdischer Zeit befand sich in Afrasiab der Palast des ichschidischen Herrschers von Samarkand. Seit dem 9. Jahrhundert stellte man hier, wahrscheinlich wegen des zurückgehenden Porzellanexportes aus China, in einer Manufaktur weiße Keramik mit abstrakten und floralen Unterglasurmalereien her, die unter anderem die byzantinische Keramikproduktion beeinflussten. Die Gemeinde wurde reich und mächtig durch die Kontrolle der Seidenstraße.
Vor der mongolischen Eroberung Zentralasiens war Afrasiab Teil des Reiches der Choresm-Schahs. Nachdem Buchara bereits 1220 gefallen war, griff Dschingis Khan Samarkand an. Die turkmenische Garnison lief zu den Mongolen über, die sie aber niedermachen ließen. Nach fünftägigem hartnäckigem Widerstand fiel Afrasiab und wurde vollständig zerstört, so dass kein Gebäude aus der Zeit vor dem Mongoleneinfall erhalten ist. Erst im 14. Jahrhundert wurde die Stadt wieder neu aufgebaut, aber nicht an der alten Stelle, sondern etwa 1 km südwestlich des alten Siedlungshügels. Am Südosthang des Tells wurde in der Timuridenzeit Shohizinda als Gräberstadt errichtet.

## Ausgrabungen

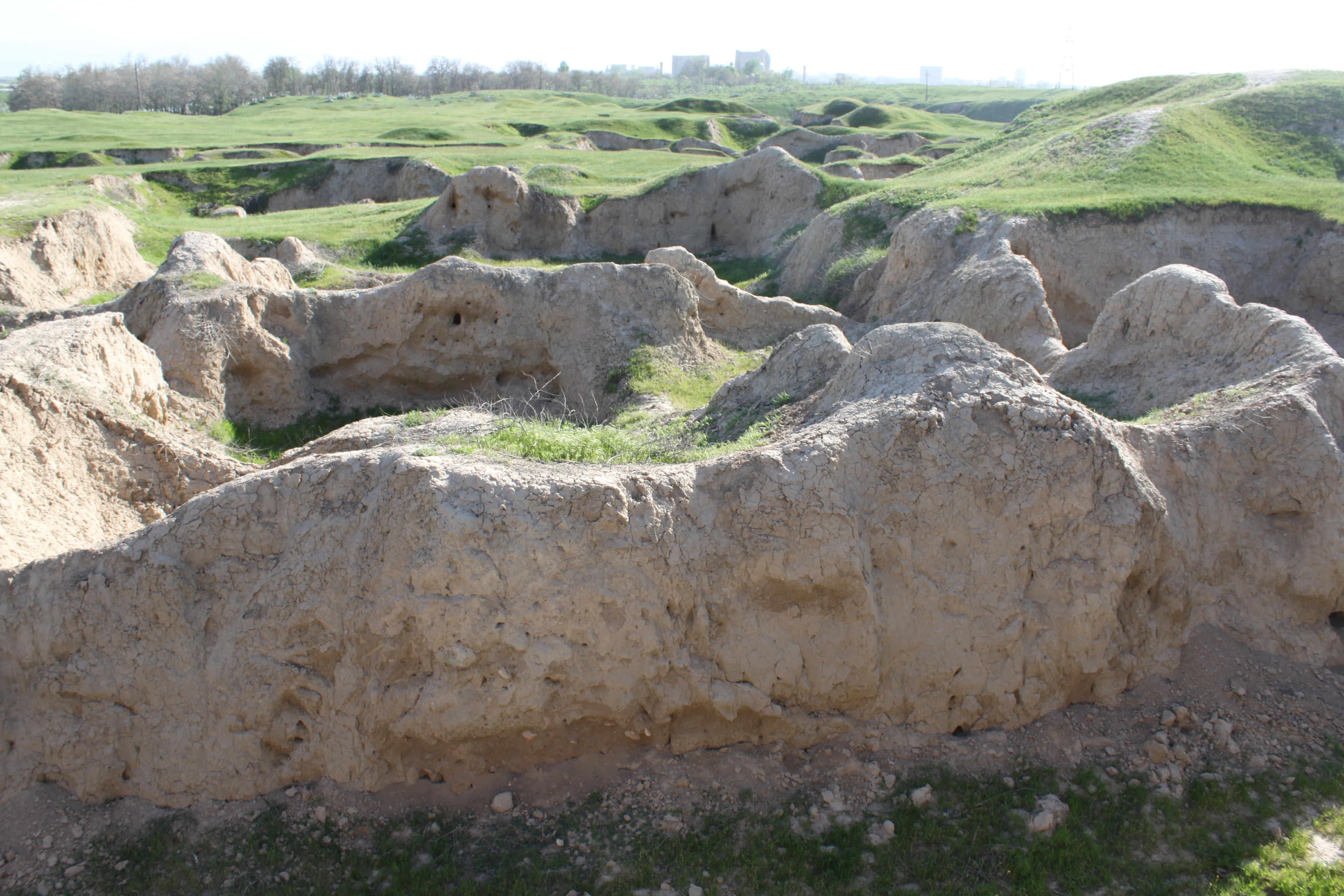
Ausgrabungsgelände (2012)

Bereits kurz nach der russischen Eroberung Zentralasiens fanden hier Grabungen statt, unter anderem durch Oberstleutnant Krestovskij 1833 und Major Borzenkov 1874. Man zog hauptsächlich schmale Suchgräben und deckte so Gebäude auf, konnte aber die Stratigraphie und Baugeschichte nicht klären. Nach den Militärs übernahm der Archäologe N. I. Veselovskij die Grabungen, seit dem Beginn des 20. Jh.s war hier V. L. Vjatkin tätig, dann I. A. Terenoschkin.
Seit 13 Jahren gräbt eine französisch-usbekische Expedition unter F. Grenet and M. Ch. Isamiddinov in Afrasiab.
Die Schichten Afrasiab II und III stammen aus der gräko-baktrischen Zeit. Schon damals war die Stadt ein Zentrum der Keramikproduktion. In Afrasiab III wurde eine sehr feine Ware mit rotem Überzug und roter Glasur hergestellt. In den Bauwerken fanden zum ersten Mal gebrannte Ziegel Verwendung. Auch in der Zeit des Kuschan-Reiches war Afrasiab eine bedeutende Siedlung.

### Wandmalereien

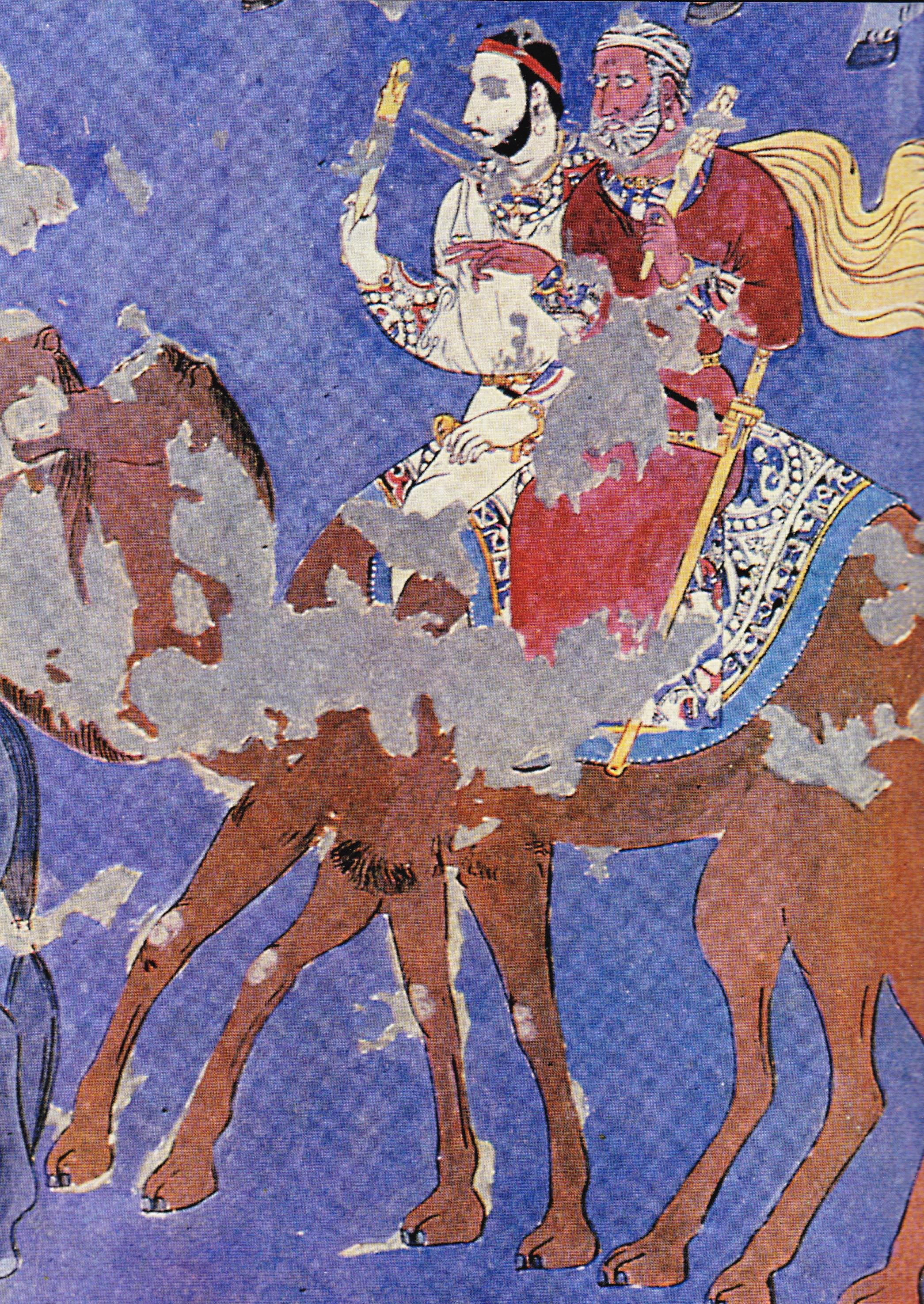
Detailansicht der Wandmalereien

Ausgedehnte Wandmalereien scheinen für sogdische Paläste typisch zu sein. Außer in Afrasiab fanden sie sich auch in Pendschikent, in Bundschikat (bei Schahriston), in geringen Resten in Tschilchudschra und im Palast von Warachscha (westlich Buchara).
In Afrasiab wurden Wandmalereien in einem Saal von 10 × 10 m² Größe in einem Palast in der Südstadt gefunden. Sogdische Inschriften informieren über die Identität der Dargestellten und liefern so wichtige Informationen über die Nationaltrachten der Zeit. Die vier Wände des Palastraums zeigen im Einzelnen: eine chinesische Szene, eine Tafel für Indien, eine iranische Tafel mit der Darstellung einer religiosen Zeremonie und eine türkische Tafel mit zahlreichen Botschaftern, die von türkischem Militär zu einem Herrscher geführt werden.

### Terrakottafiguren
In Afrasiab wurden vielfältige Terrakottafiguren ausgegraben. Dazu gehören eine behelmte Athene, Terrakottas im Arethusa-Stil, sogdische und türkische Reiter, Jungen und Mädchen mit königlicher Kopfbekleidung, dämonische Kreaturen sowie ein bewaffneter sogdischer Paladin.

### Bestattungen
Gebeine wurden nach zoroastrischer Tradition in geschmückten Beinhäusern aufbewahrt.

### Museum
Das Museum von Samarkand wurde 1896 gegründet. Es enthält Funde aus Afrasiab vom 4.–13. Jh.

## Literarische Erwähnungen
Bekannt ist Afrasiab durch ein Gedicht des Persers Saadi (1210–1292) aus der Zeit nach der mongolischen Zerstörung der Stadt: „Die Spinne webt die Vorhänge im Palast der Cäsaren, die Eule ruft von Afrasiabs Türmen die Stunde aus.“ Diese Zeilen über die Vergänglichkeit weltlicher Macht soll Mehmed II. Fatih nach der Eroberung Konstantinopels 1453 bei der Besichtigung der Ruinen des Großen Palastes zitiert haben.